# مارتا رودريغيز
مارتا رودريغيز (بالإسبانية: Marta Rodríguez)‏ هي مخرجة كولومبية، ولدت في 1 ديسمبر 1933 في بوغوتا في كولومبيا.

## وصلات خارجية
- مارتا رودريغيز على موقع IMDb (الإنجليزية)
- مارتا رودريغيز على موقع ألو سيني (الفرنسية)
- مارتا رودريغيز على موقع أول موفي (الإنجليزية)
- مارتا رودريغيز على موقع قاعدة بيانات الأفلام السويدية (السويدية)
- مارتا رودريغيز على موقع كينوبويسك (الروسية)